# 185164 Ingeburgherz
185164 Ingeburgherz este un asteroid din centura principală de asteroizi.

## Descriere
185164 Ingeburgherz este un asteroid din centura principală de asteroizi. A fost descoperit pe 27 septembrie 2006 la La Sagra par l'Observatorio Astronómico de Mallorca. Asteroidul prezintă o orbită caracterizată de o semiaxă mare de 2,77 ua, o excentricitate de 0,17 și o înclinație de 4,6° în raport cu ecliptica.